# Teilrechtsfähigkeit (Österreich)
Teilrechtsfähigkeit bezeichnet im österreichischen Recht einen gesetzlich zuerkannten Rechtsstatus für bestimmte Bundeseinrichtungen.

## Das Rechtsinstitut
Die Organisationsgesetze von (Bundes-)Einrichtungen können diesen ausdrücklich Teilrechtsfähigkeit zuerkennen. Das betrifft insbesondere öffentliche Institute und Einrichtungen, z. B. das österreichische Bundespatentamt, Bildungs- und Forschungseinrichtungen, geologische und meteorologische Bundesanstalten, Statistikämter, öffentliche Bibliotheken, Museen und dergleichen. Teilrechtsfähige Einrichtungen unterliegen, soweit sie im Rahmen der Teilrechtsfähigkeit agieren, nicht dem Bundeshaushaltsgesetz (§ 1 Abs. 6 BHG).

## Einzelne Einrichtungen

### Österreichisches Patentamt
Rechtsgrundlage sind § 58a Patentgesetz, der besagt, „dem Österreichischen Patentamt kommt insofern Rechtspersönlichkeit (Teilrechtsfähigkeit) zu, als es berechtigt ist, durch folgende Service- und Informationsleistungen auf dem Gebiet des gewerblichen Rechtsschutzes Vermögen und Rechte zu erwerben: …“, und die Verordnung des Präsidenten des Patentamtes, mit der die im Rahmen der Teilrechtsfähigkeit des Patentamtes zu erbringenden Service- und Informationsleistungen festgesetzt werden (Teilrechtsfähigkeitsverordnung - TRFV).

### Geologische Bundesanstalt
Rechtsgrundlage ist das Forschungsorganisationsgesetz, das in § 18a die Rechtspersönlichkeit und die Teilrechtsfähigkeit der Geologischen Bundesanstalt definiert.

### Zentralanstalt für Meteorologie und Geodynamik
Rechtsgrundlage ist wiederum das Forschungsorganisationsgesetz, das in seinen Bestimmungen über rechtliche Stellung und Aufgaben der ZAMG (§ 20 f FOG) auf die sinngemäße Geltung der zur Geologischen Bundesanstalt normierten Teilrechtsfähigkeit (§ 18a FOG) verweist.

### Bundesinstitut für Bildungsforschung, Innovation und Entwicklung des Bildungswesens
§ 20 a des Bundes-Schulaufsichtsgesetzes definiert die Teilrechtsfähigkeit des BIFIE: „Sofern das Bundesinstitut in Erfüllung seiner Aufgaben (§ 20b) nicht für den Bund (Abs. 1) tätig wird, ist es hierfür mit eigener Rechtspersönlichkeit ausgestattet und handeln seine Organe im Namen und auf Rechnung des Bundesinstituts (Teilrechtsfähigkeit)“.

### Versuchs- und Forschungsanstalten
Nach § 128c Schulorganisationsgesetz (Teilrechtsfähigkeit) bestimmt, dass „an den Schulen des Bundes […] Einrichtungen mit eigener Rechtspersönlichkeit geschaffen werden [können].“ Dazu gehören die an berufsbildenden höheren Schulen eingerichteten Versuchsanstalten (meist an HTLs) und Forschungsanstalten (an anderen BHS). Sie übernehmen Aufgaben im Sektor Normungswesen, Begutachtungs- und Sachverständigenwesen.